# Willard (Utah)
Willard é uma cidade localizada no estado norte-americano de Utah, no Condado de Box Elder.

## Demografia
Segundo o censo norte-americano de 2000, a sua população era de 1630 habitantes.
Em 2006, foi estimada uma população de 1674, um aumento de 44 (2.7%).

## Geografia
De acordo com o United States Census Bureau tem uma área de
18,7 km², dos quais 14,7 km² cobertos por terra e 4,0 km² cobertos por água. Willard localiza-se a aproximadamente 1331 m acima do nível do mar.

## Localidades na vizinhança
O diagrama seguinte representa as localidades num raio de 16 km ao redor de Willard.